# Castelveccana
Castelveccana é uma comuna italiana da região da Lombardia, província de Varese, com cerca de 1.962 habitantes. Estende-se por uma área de 20 km², tendo uma densidade populacional de 98 hab/km². Faz fronteira com Brenta, Casalzuigno, Cittiglio, Ghiffa (VB), Laveno-Mombello, Oggebbio (VB), Porto Valtravaglia.

## Demografia
| Variação demográfica do município entre 1861 e 2011                               |
|                                                                                   |
| Fonte: Istituto Nazionale di Statistica (ISTAT) - Elaboração gráfica da Wikipedia |